# Pierre de Brixey
Pierre de Brixey, deutsch Peter von Brixey († 1192 in Jerusalem) war seit 1165/66 Bischof von Toul.

## Leben
Er entstammte der Familie der Herren von Brixey und war vor seiner Wahl Mitglied im Domkapitel von Toul. Er wurde wohl 1165 gewählt und vom Erzbischof Hillin von Trier kurz darauf geweiht. Nach seiner Wahl war er einer der wenigen Bischöfe aus Lothringen, die eng mit Kaiser Friedrich I. verbunden waren. Er war verschiedentlich am kaiserlichen Hof anwesend. Friedrich I. seinerseits weilte 1171 und Pfingsten 1187 in Toul.
Der Bischof unterstützte im Konflikt zwischen Friedrich I. und Papst Alexander III. die staufische Sache. Auch im Trierer Bischofsstreit, der 1183 begann, stand er klar auf Seiten der kaiserlichen Seite. Er wurde von dem vom Papst geweihten Erzbischof Folmar von Karden exkommuniziert, da er ihn in Toul nicht empfangen hatte. Er reiste 1186/87 nach Rom, wo ihn Gregor V. wieder in die Kirche aufnahm.
Seit 1177 ließ der Bischof die verfallene Burg Liverdun wieder aufbauen. Bereits 1178 hatte er das Münzrecht vom Kaiser erwirkt. Um Bewohner in die zur Burg gehörende Siedlung zu locken, wurde dem Ort als erster in Lothringen ein Freiheitsbrief verliehen. Im Jahr 1184 gründete er dort auch ein Kanonissenstift. Dadurch machte er Burg und Stadt zu einem Herrschaftsmittelpunkt des Hochstifts Toul.
Im Jahr 1189 folgte er Friedrich I., der zum dritten Kreuzung aufgebrochen war. Der Bischof kam bis ins heilige Land und erreichte 1192, nach dem Friedensschluss von Ramla Jerusalem, wo er starb und begraben wurde.